# Nevermore
Nevermore (v překladu z angličtiny nikdy více, mj. známý refrén básně Havran od amerického prozaika a básníka Edgara Allana Poea) byla americká metalová kapela založená v roce 1992 v Seattlu ve státě Washington poté, co se předchozí kapela zpěváka Warrela Danea a baskytaristy Jima Shepparda s názvem Sanctuary rozpadla.
Tvorba Nevermore zasahuje do více žánrů, jako jsou power metal, thrash metal, groove metal, progressive metal nebo doom metal. Zpěvák Warrel Dane uvedl, že název nevychází z refrénu Poeovy básně Havran, nýbrž z odhodlání nikdy více neopakovat chyby, které se udály v kapele Sanctuary.
Stejnojmenné debutové studiové album Nevermore vyšlo v roce 1995.
Kapela fakticky zanikla v roce 2011, kdy kytarista Jeff Loomis a bubeník Van Williams ohlásili odchod kvůli neshodám s Warrelem Danem a Jimem Sheppardem. Celkem má na kontě sedm dlouhohrajících desek.
Na přelomu let 2024/2025 byl oznámen možný comeback a konkurz na zpěváka a baskytaristu.

## Diskografie

### Dema
- Utopia (1992)
- 1994 Demo (1994)

### Studiová alba
- Nevermore (1995)[2]
- The Politics of Ecstasy (1996)
- Dreaming Neon Black (1999)
- Dead Heart in a Dead World (2000)
- Enemies of Reality (2003)
- This Godless Endeavor (2005)
- The Obsidian Conspiracy (2010)

### EP
- In Memory (1996)

### Singly
- Believe in Nothing (2001)

### Kompilace
- In Memory / Dreaming Neon Black (2000)
- Nevermore / The Politics of Ecstasy (2001)
- Manifesto of Nevermore (2009)

### Live alba
- The Year of the Voyager (2008)